# Gaston Fayet
Pour les articles homonymes, voir Fayet.
Gaston Fayet (né le 5 juin 1874 à Paris - décédé le 27 décembre 1967 à Paris) est un astronome français qui fut directeur de l'observatoire de Nice de 1917 à 1962.

## Biographie
Il entre à l'observatoire de Paris à l'âge de 15 ans, comme calculateur auxiliaire. Il reprend ses études jusqu'à obtenir son doctorat en 1906.
Ses travaux portent principalement sur le calcul des orbites des comètes et des astéroïdes. À l'observatoire de Nice, il encourage les recherches sur les petites planètes avec l'installation en 1933 d'un grand chercheur de comètes et un astrographe double.
Il est élu à l'Académie des Sciences en 1935, dans la section d'astronomie. Il reçoit le prix Damoiseau de l'Académie des Sciences à deux reprises : en 1905 et en 1927.

## Référence
- Notice nécrologique sur le site de l'Académie des Sciences